# Insalus
Insalus es una marca de agua mineral natural, extraída del manantial de Lizarza (Guipúzcoa, País Vasco, España). Dicho manantial se encuentra en el extremo occidental de los Pirineos, en el entorno de la Sierra de Aralar y del monte Otsabio. Es de mineralización media, bicarbonatada, sulfatada, cálcica y de bajo contenido en sodio, y se comercializa desde 1888. 
La empresa, con sede en Tolosa, cuenta con el certificado de calidad ISO 9001:2000, y de seguridad alimentaria IFSv.7.
Es envasada en botellas de vidrio retornable y no retornable (con o sin gas, en volúmenes de 1L, 0'5L y 0'25L) y plástico PET (sólo sin gas, con volúmenes de 1'5L, 1L, 1/2L y 1/3L).

## Instalaciones
La plantilla está dividida a partes casi iguales entre las oficinas centrales de la empresa, ubicadas en la localidad de Tolosa y la planta embotelladora que se encuentra junto al manantial de Insalus en la vecina localidad de Lizarza.

## Historia
En 1859 se descubrieron las propiedades minero-medicinales de un manantial que brotaba junto al río Araxes en la localidad guipuzcoana de Lizarza. El dueño de los terrenos donde se situaba el manantial y un grupo de vecinos de la localidad pusieron el manantial en explotación a partir 1862 con la inauguración del Balneario de Insalus. En 1888 las aguas del manantial de Insalus fueron declaradas de utilidad pública y se fundó la empresa Aguas de Insalus para el embotellamiento de las aguas minerales del manantial de Insalus. 
Con más de 120 años de historia Insalus es una de las marcas con más tradición en la Provincia de Guipúzcoa, además del tradicional motor económico de la localidad guipuzcoana de Lizarza ya que la planta embotelladora era la principal empresa de la localidad y daba trabajo a muchas familias del pueblo.
En 1953 se produjeron unas inundaciones que produjeron grandes daños en las instalaciones de la empresa. Las riadas de agosto de 1983 también afectaron a las instalaciones de la empresa que se vio obligada a parar temporalmente la producción. Al estar ubicada a orillas del río Araxes la empresa es susceptible de verse afectada cíclicamente por las crecidas de este.
En la década de 1980 Insalus introdujo el envasado en plástico (PET) y sucesivas inversiones convirtieron a la empresa en líder de mercado de agua mineral en el País Vasco. En 2000 se construyó un nuevo pabellón para almacén y oficinas. 
El más grave contratiempo de la larga historia de la empresa se produjo en julio de 2003 cuando un incendio destruyó totalmente las dos cadenas de embotellado de Insalus afectando también a la estructura del pabellón. 
El accidente dejó a Insalus sin capacidad de producción de la noche a la mañana. Para evitar perder su posición en el mercado Insalus comercializó durante un periodo de tiempo aguas de otros manantiales bajó la marca Insalus, mientras se llevaba a cabo la total remodelación de sus instalaciones con maquinaria completamente nueva. Esta reestructuración se llevó a cabo a lo largo de 2004 y desde entonces Insalus tiene capacidad de embotellar hasta 30.000 botellas por hora. La fuerte inversión acometida en tras el incendio de 2003 y la caída de la demanda de agua mineral a raíz de la Crisis económica de 2008 puso en ese momento a la empresa en un situación complicada.

## Productos
Aguas de Insalus embotella y comercializa agua mineral en diversos formatos:
- Agua mineral natural en vidrio no retornable (1L, 1/2 L y 1/4L)
- Agua mineral natural con gas en vidrio no retornable (1L, 1/2L y 1/4L)
- Agua mineral natural en vidrio retornable (1L, 1/2L y 1/3L)
- Agua mineral natural con gas en vidrio retornable (1L, 1/2L y 1/3L)
- Agua mineral natural en envase de PET (1,5L, 1L, 1/2L y 1/3L)
- Agua mineral natural en envase de PET edición especial del Mundo Disney (1/2L y 1/3L)

## Patrocinio
La empresa patrocina numerosos eventos que tienen lugar en el País Vasco, incluyendo el equipo ciclista Euskaltel-Euskadi (de categoría UCI ProTour), el equipo de fútbol Real Sociedad  o diversos partidos y torneos de pelota vasca.